# Straßenbahn Lille
Die Straßenbahn Lille (frz. Tramway de Lille) nach Roubaix und Tourcoing, genannt Mongy nach Alfred Mongy, dem Erbauer des Netzes, bedient den Großraum von Lille-Roubaix-Tourcoing. Das Netz umfasst zwei Linien mit einer Gesamtlänge von 22 km.

## Geschichte
Es gab Straßenbahnlinien mit zwei verschiedenen Spurweiten in Lille: die Pferdestraßenbahnen verwendeten die Normalspur, während die elektrischen Straßenbahnen und Dampfstraßenbahnen die Meterspur benutzten. 
Bei der Elektrifizierung der Dampfstraßenbahnen wurde die Meterspur beibehalten, so wie bei den Straßenbahnen von Lyon, Marseille, Paris, Bordeaux oder Rouen. In Lyon zum Beispiel war das Ortsnetz normalspurig und das Vorortnetz meterspurig.
Bei der Renaissance der Straßenbahn in Frankreich seit den 1980er Jahren wird die Normalspur bevorzugt. Meterspurige Straßenbahnnetze gibt es in Frankreich außer in Lille nur noch in Saint-Étienne.

## Die normalspurigen Straßenbahnen

### Die Compagnie des tramways du Nord (TDN)

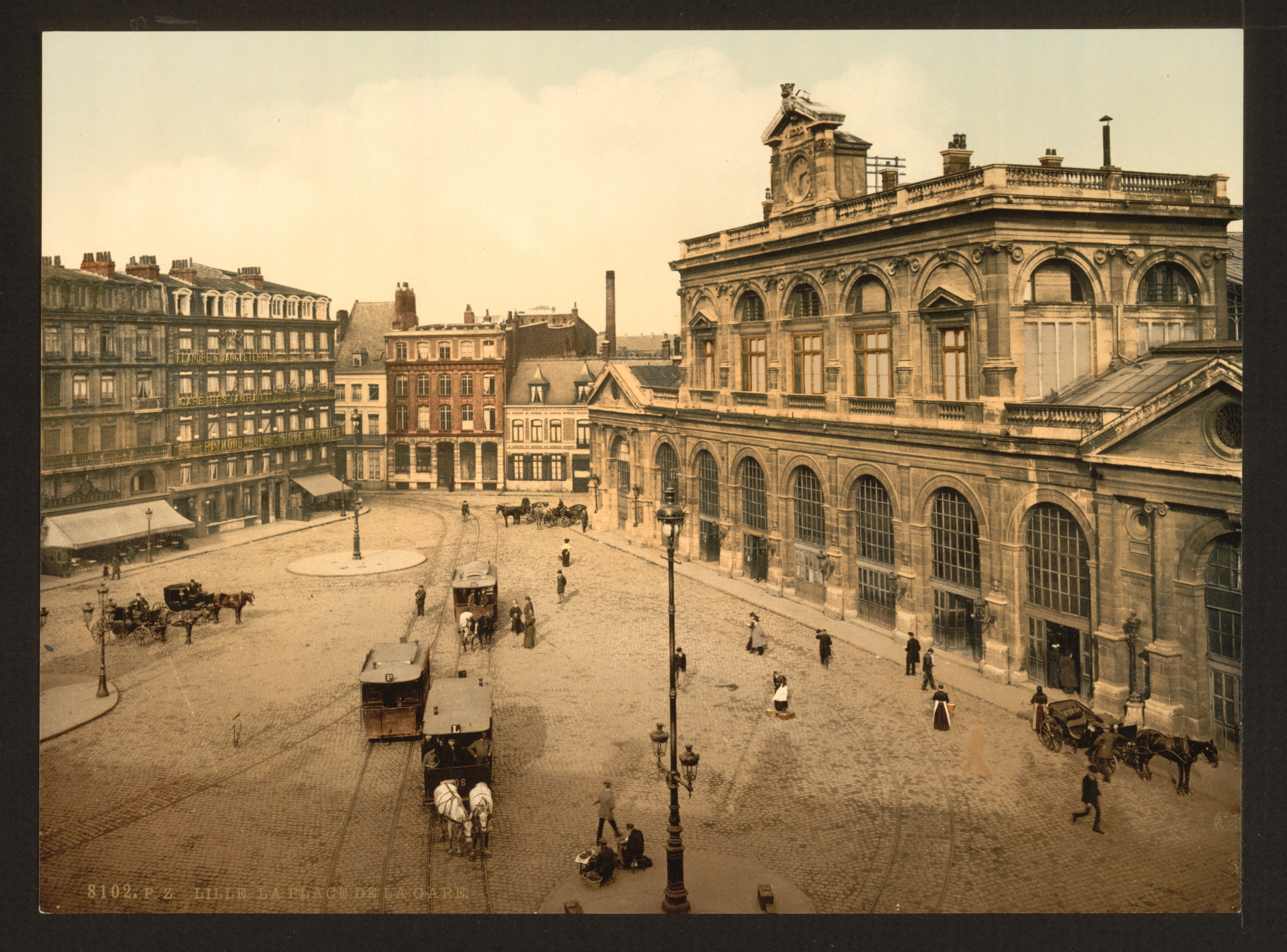
Pferdebahnen vor dem Bahnhof Lille

Diese Gesellschaft wurde 1874 gegründet und betrieb ein Netz von Pferdestraßenbahnlinien in der Stadt, und zwar die folgenden:
- A: Bahnhof – rue nationale – place d'Isly
- B: Bahnhof – rue Gambetta – place d'Isly
- C: Bahnhof – Porte d'Arras
- D: Bahnhof – Porte des Postes
- E: Bahnhof – Porte de Douai

Der Fuhrpark umfasste ungefähr 200 Pferde und etwa dreißig Wagen. Die Rillenschienen für die Straßenbahn wurde von den Ingenieuren Léon Francq und Marsillon geplant.

### Die Compagnie des Tramways Électriques de Lille et sa Banlieue (TELB)

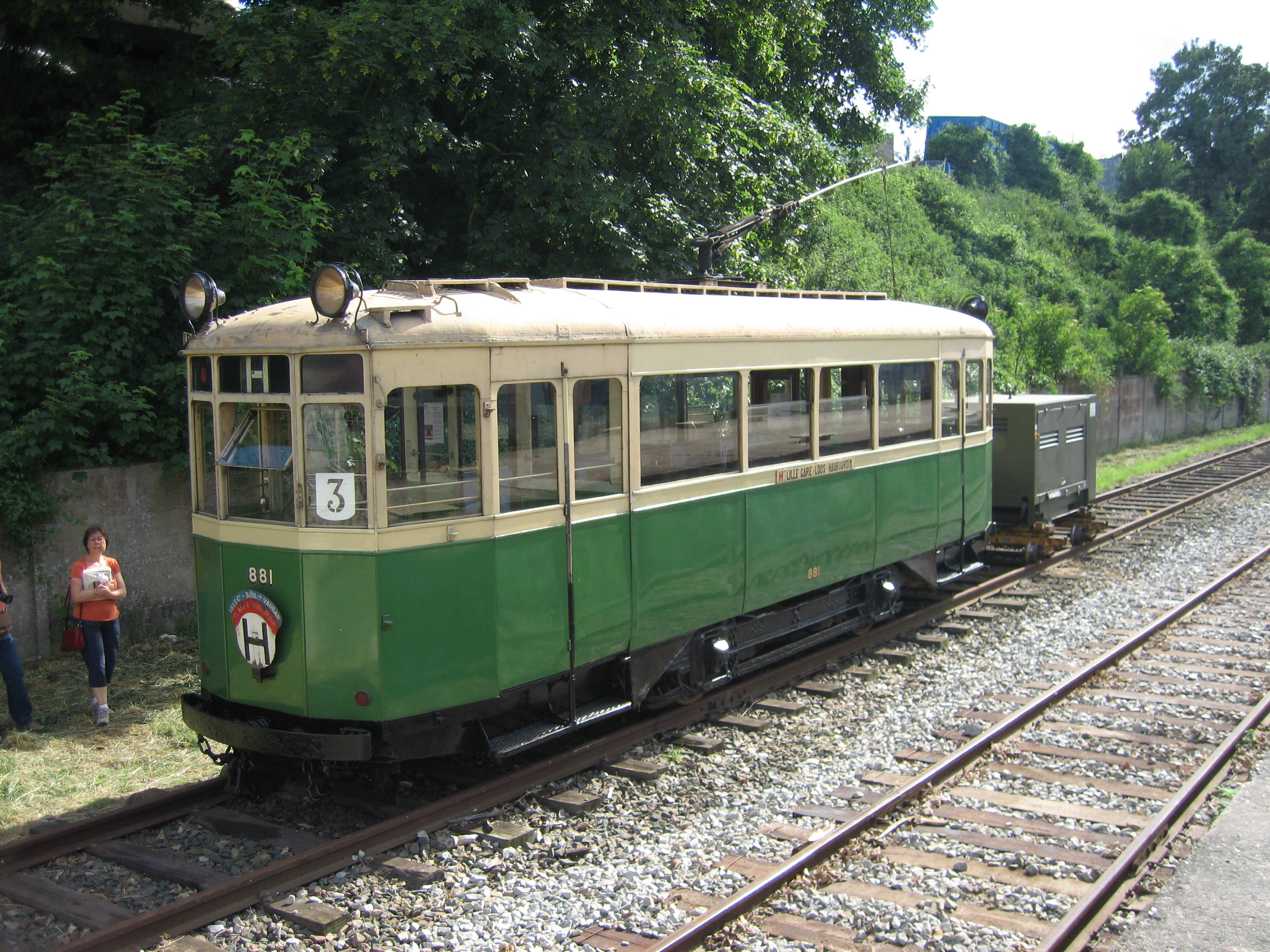
Erhaltener Triebwagen 881 der TELB

TELB ist der neue Firmenname der Gesellschaft TDN seit dem 20. Mai 1901. Die TELB baute ein Netz normalspuriger elektrischer Straßenbahnen auf. Dieses Netz verschwand im Jahr 1966.
Das Netz umfasste 25 Linien, die mit den Buchstaben von A bis X bezeichnet waren. Im Jahre 1950 blieben davon nur die Linien B, C, D, E, F, H, I, J, L, O, V und X übrig.

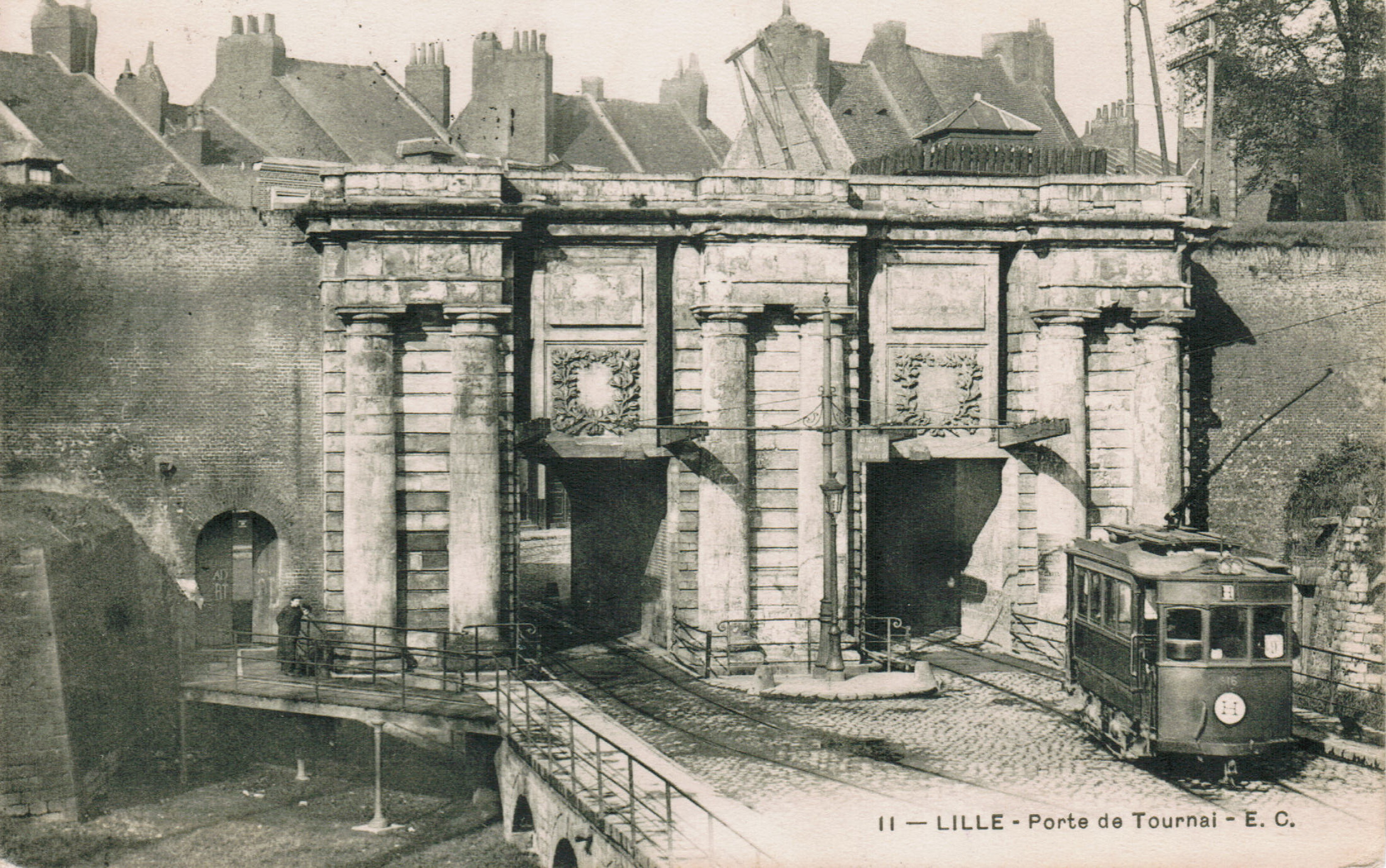
Straßenbahn der Linie H an der Porte de Tournai, vor 1906
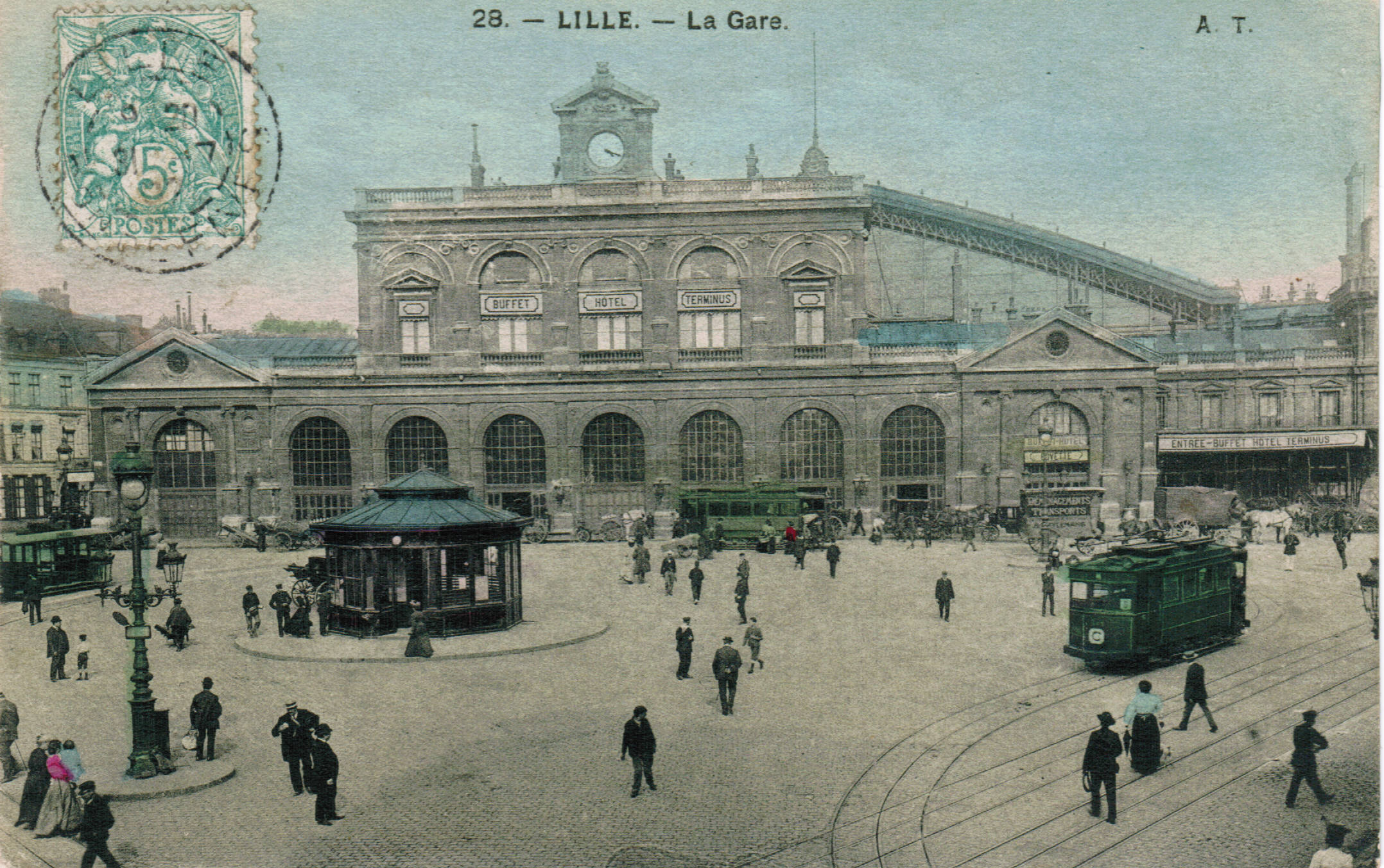
Bahnhof Lille mit zahlreichen Straßenbahnen, darunter jene der Linie C, Stromversorgung über Mittelstromschiene
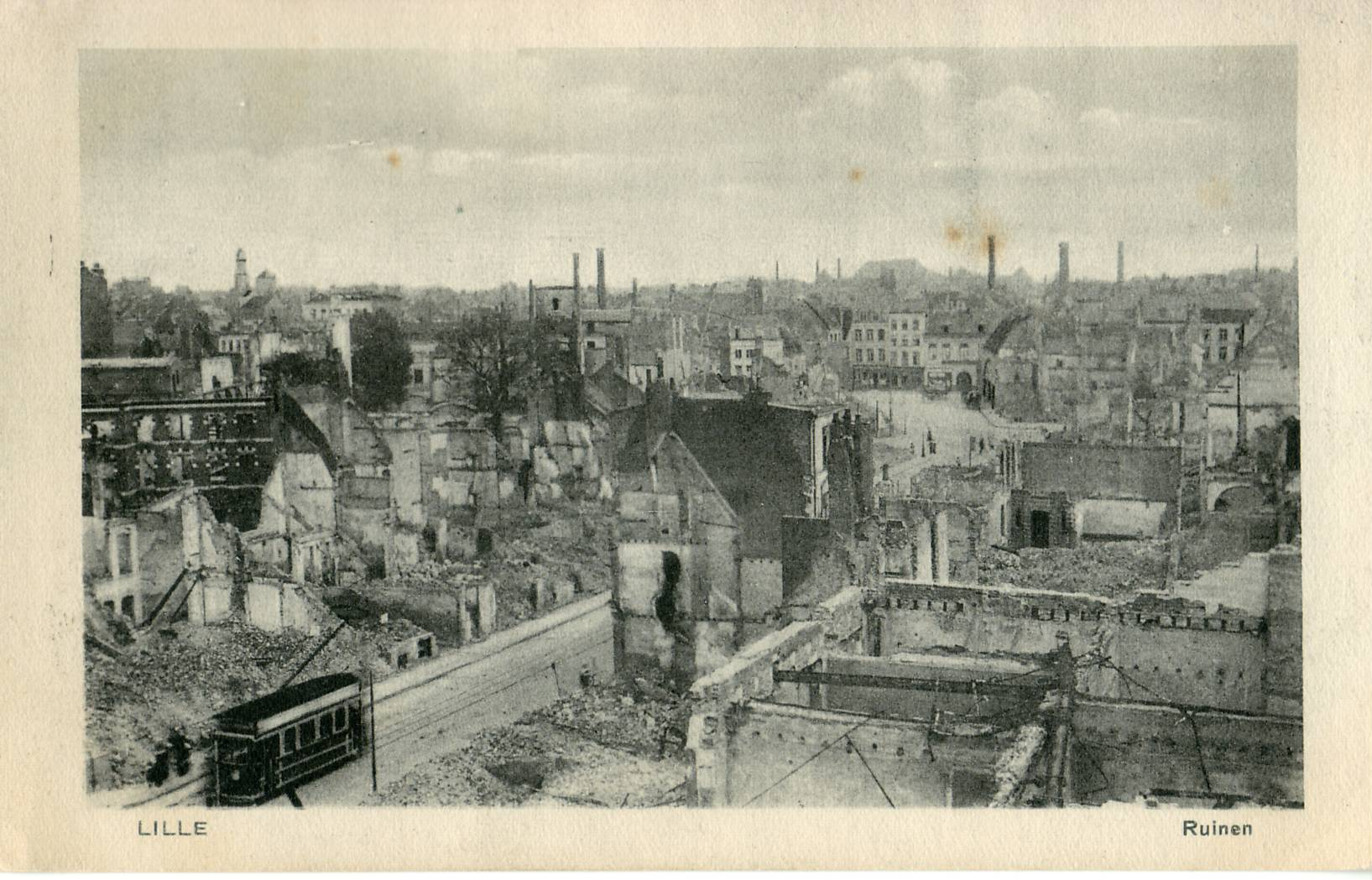
Straßenbahn fährt durch eine zerstörte Stadt, während des Ersten Weltkriegs

### Die Compagnie Générale Industrielle de Transports (CGIT)
Am Ende des Jahres 1955 ersetzt die CGIT die Gesellschaft TELB, deren Konzession abgelaufen ist. Die CGIT führt nur den Betrieb des Netzes durch. Ein Gemeindeverband, der die bedienten Gemeinden und die Stadt Lille umfasst, ist zuständig für die Verwaltung. Die Straßenbahnen wurden in der Folgezeit durch Busse ersetzt. Am 29. Januar 1966 verschwindet mit der Linie B die letzte Linie der Straßenbahn.

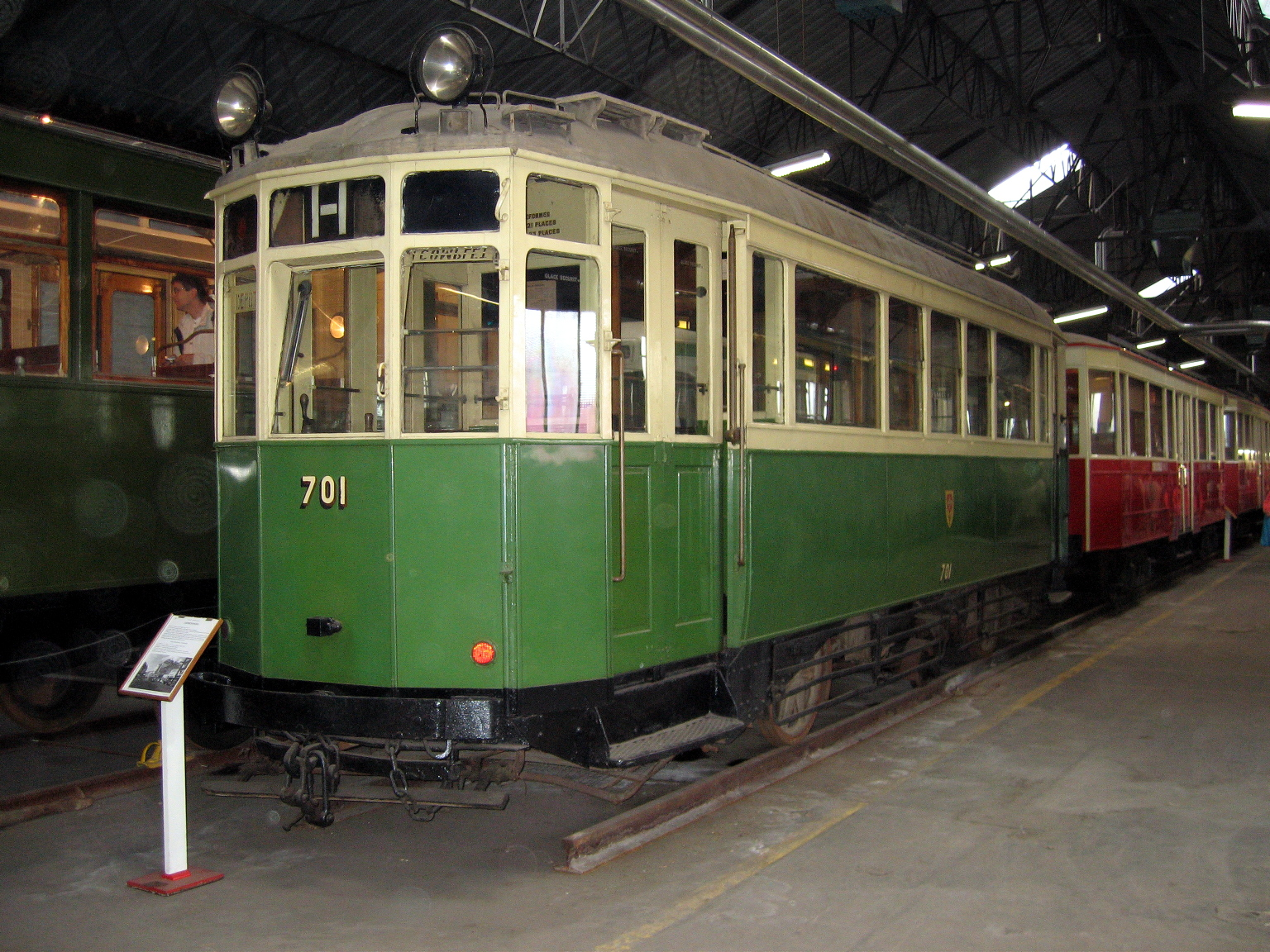
Wagen 701 der TELB im Musée des transports urbains, interurbains et ruraux.

## Die meterspurigen Straßenbahnen

### Die Compagnie des Tramways et Voies Ferrées du Nord
Diese Gesellschaft, die von Alfred Mongy im Jahre 1900 gegründet wurde, begann den Bau des großen Boulevards von Lille – Roubaix / Tourcoing, um darüber eine elektrische Straßenbahn zu führen. Die Gesellschaft beabsichtigte, ein Straßenbahnnetz von 380 km Länge mit 13 Linien zu schaffen, bis nach Douai und Béthune. Sie erhielt die Konzessionen für die meisten ihrer Linien im Jahre 1904.

### Die Compagnie des tramways de Roubaix et de Tourcoing (TRT)

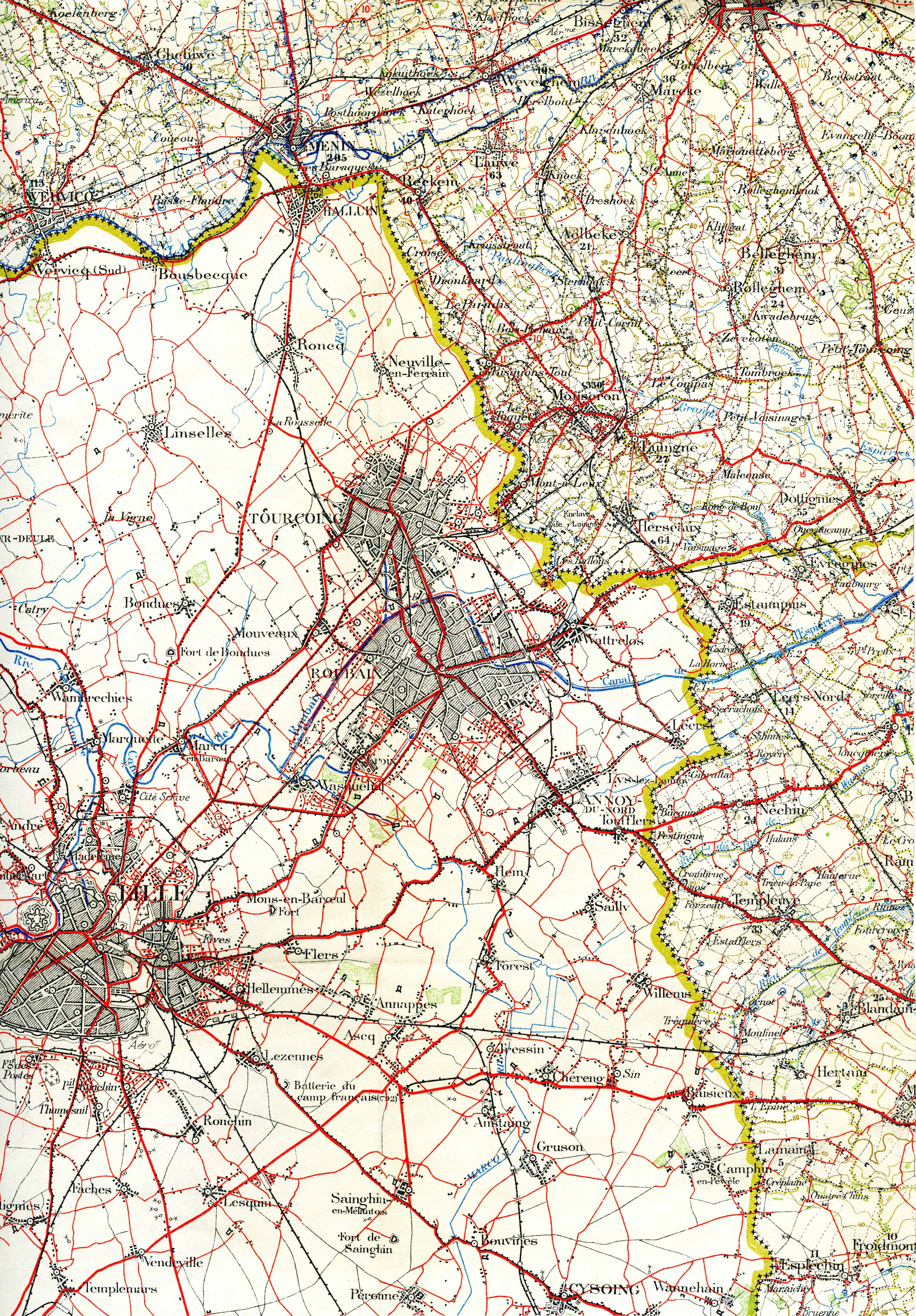
Militärkarte von 1922. Linien der Straßenbahn sind sichtbar.

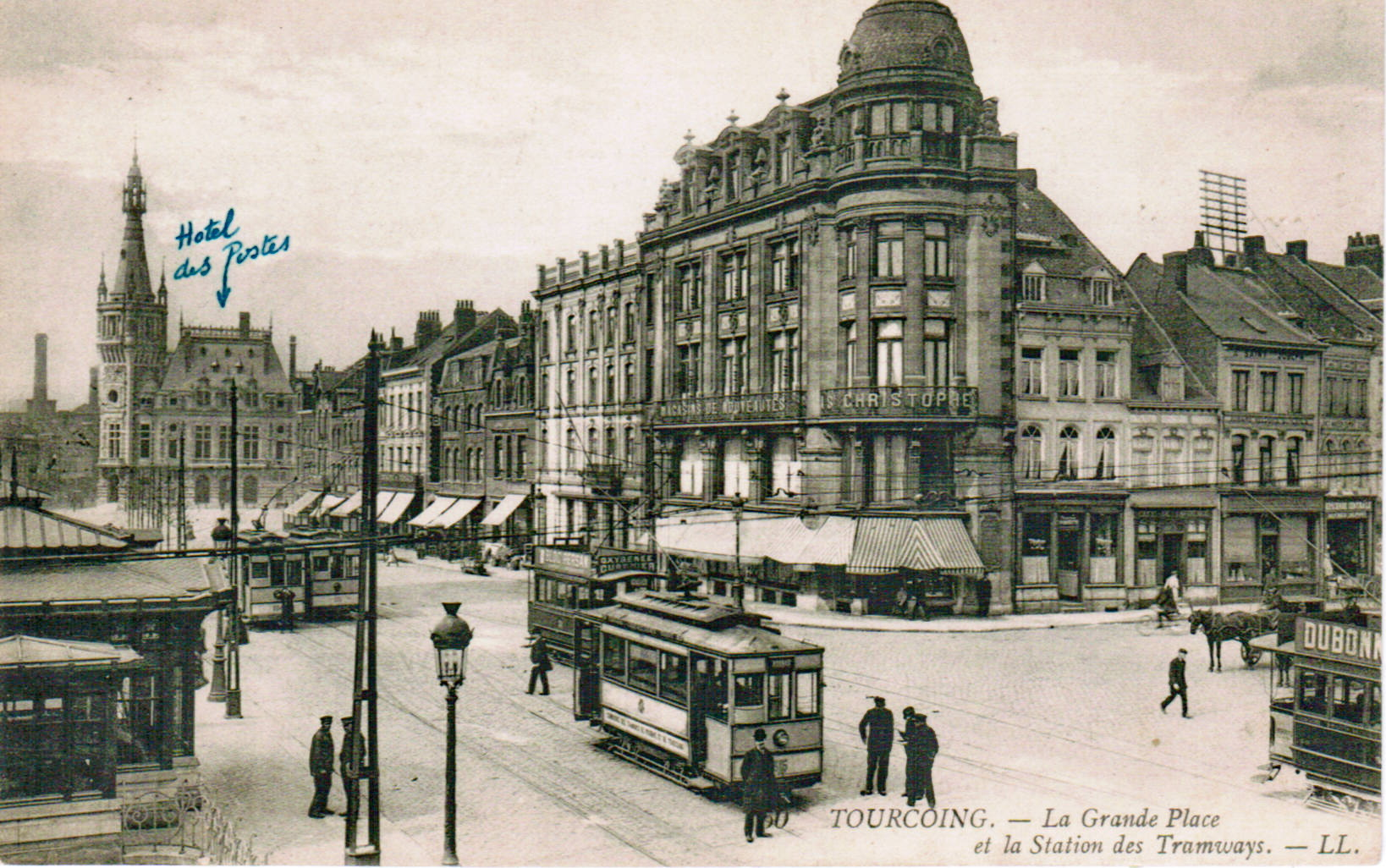
Der Grande Place von Tourcoing, vor dem Ersten Weltkrieg mit meterspurigen Straßenbahnen

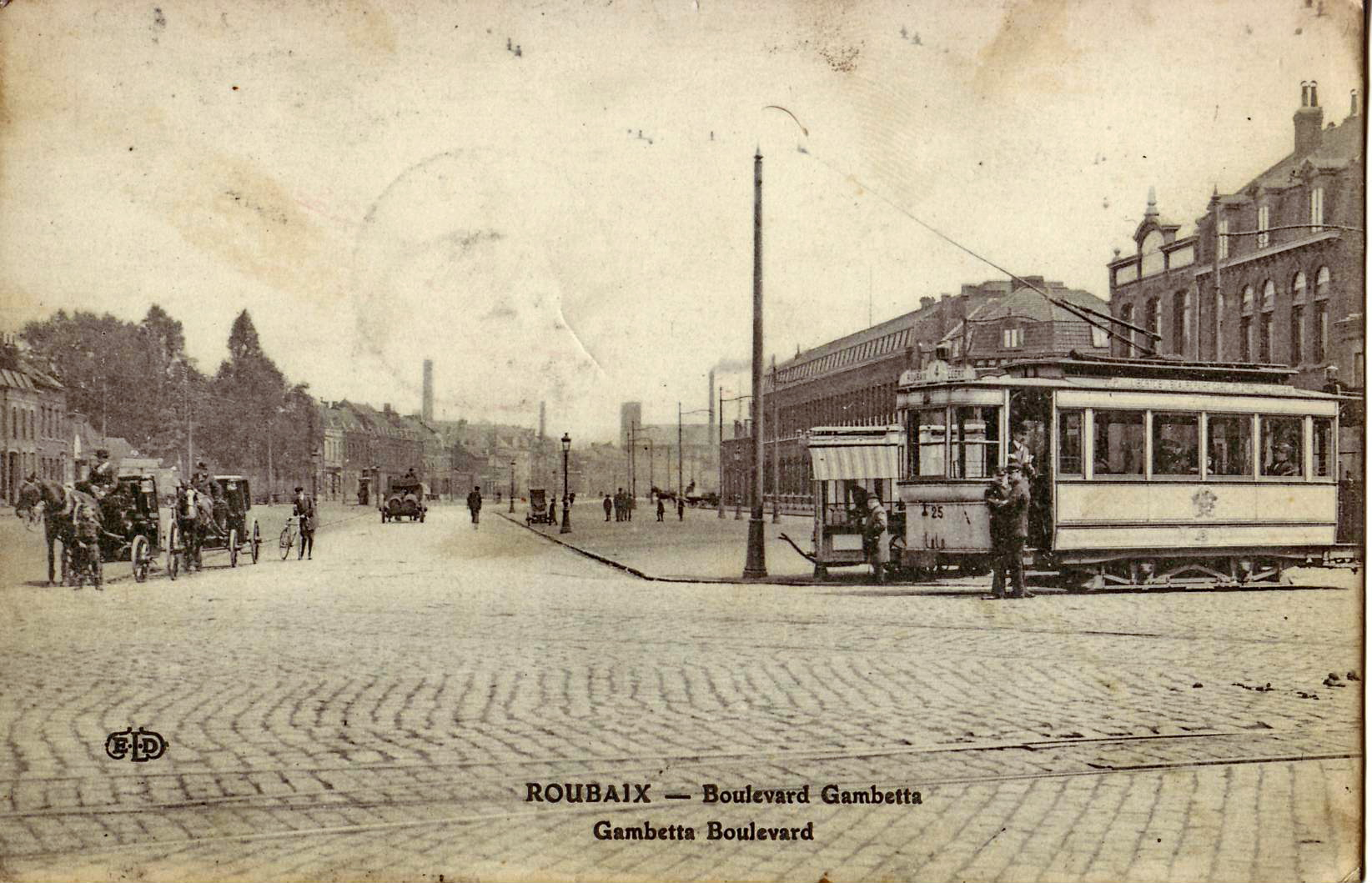
Straßenbahn auf dem Boulevard Gambetta in Roubaix

Die Gesellschaft TRT wurde 1894 gegründet von der Compagnie française des voies ferrées économiques von Léon Francq. Sie schuf ein Straßenbahnnetz von zehn Linien um Roubaix und Tourcoing. Sie wurde im Jahre 1922 durch die ELRT übernommen.
1905 umfasste das Netz folgende Linien:
- A, Roubaix – Wattrelos
- B, Roubaix – Lannoy
- D, Place de Roubaix – Mouvaux
- E, Roubaix – Tourcoing par les Boulevards
- F, Bahnhof Francs – Place de Tourcoing – Croix rouge
- G, Bahnhof Roubaix – Hospice Barbieux
- H, Bahnhof Roubaix – Gare du Pile
- I, Place de Tourcoing – Cimetière
- K, Bahnhof Roubaix – Crétinier

### Die Électrique Lille Roubaix Tourcoing (ELRT)

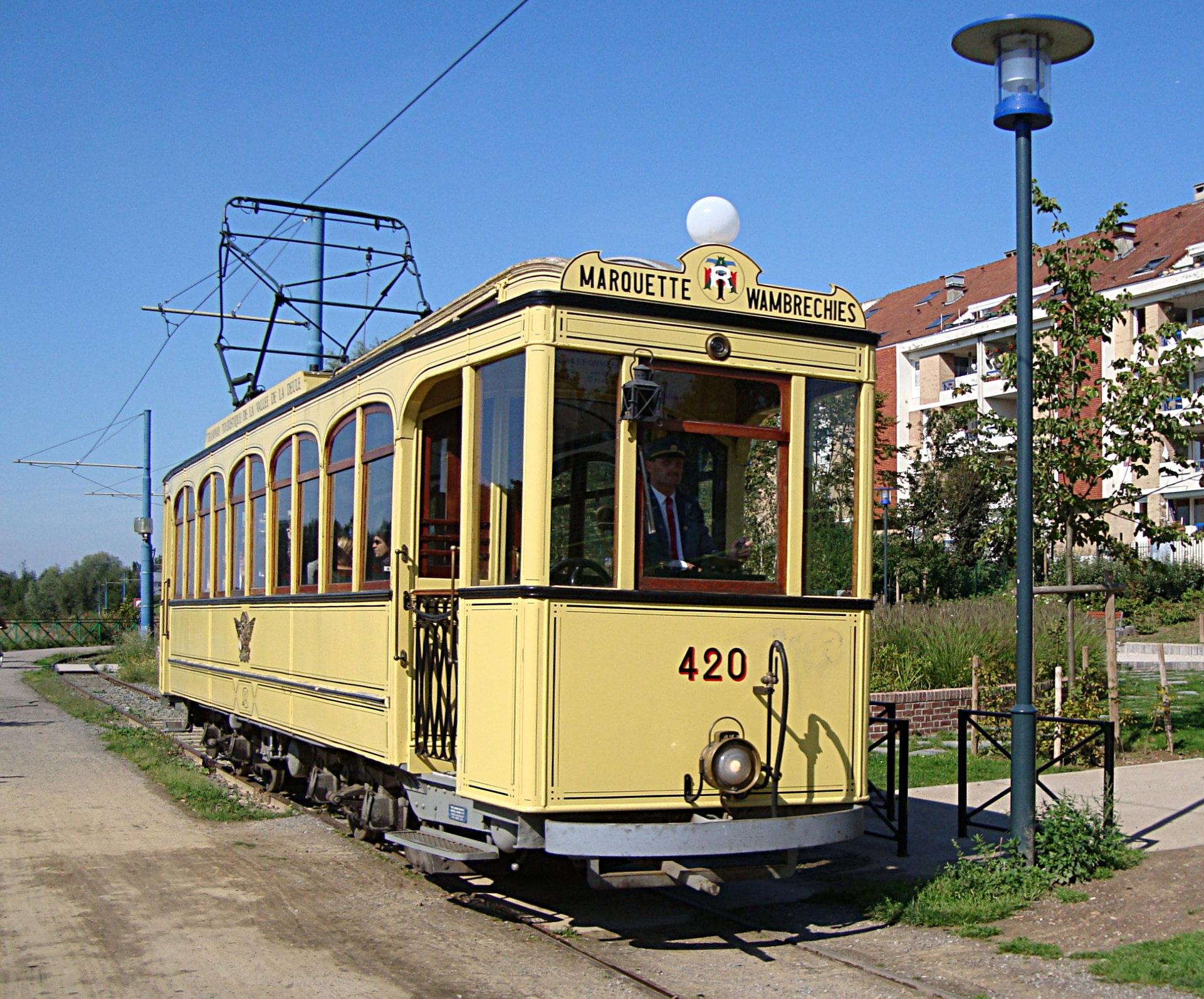
Triebwagen 420 der ELRT, Serie 401–435, erhalten durch die Amitram.

Die ELRT wurde im Jahre 1905 gegründet, diese Gesellschaft baute unter der Leitung der aus Lille stammenden Ingenieure Alfred Mongy und Léon Francq ihr Hauptnetz auf den Boulevards, aber ihr sekundäres Netz erstreckte sich auch in andere Richtungen:
- von Lille nach Roubaix und Tourcoing, (Linie 1, 22,2 km)
- von Lille nach Leers, (Linie 2, 15,4 km)
- von Leers nach Roncq, (Linie 3, 12,4 km)
- von Roubaix nach Hem, (Linie 4, 5,2 km)
- von Lille nach Marquette, (Linie 5)
- von Roubaix nach Leers, (Linie 6, 4,4 km)
- von Lille nach Marcq, (Linie 7, 5,6 km)

Die Straßenbahn auf dem großen Boulevard wurde am 4. Dezember 1909 eröffnet. Im Jahre 1922 übernahm die ELRT die TRT.
In der Hand der ELRT befand sich damit ein umfangreiches Netz, bestehend aus:
- einem Ortsnetz, das aus der Übernahme der Linien der TRT stammte und sich über die Gemeinden Roubaix und Tourcoing erstreckte.
- einem Vorortnetz aus ihren eigenen Linien.

Die ELRT versuchte, das Gesamtnetz zu entwickeln und den Fuhrpark der alten TRT zu modernisieren.
- 1937 begann mit der Lieferung von 16 Triebwagen des Typs 200 von Brissonneau et Lotz das Zeitalter die modernsten Straßenbahnfahrzeuge Frankreichs.
- Mit den 1950 von Brissonneau et Lotz gebauten 28 neuen Triebwagen des Typs 500 wurden die Linien der Boulevards ausgestattet.

Die ELRT musste allerdings die Ortsnetze von Roubaix und Tourcoing aufgeben und bewahrte nur drei Linien.
- Lille – Roubaix
- Lille – Tourcoing
- Lille – Marcq-en-Barœul

Die Konzession der ELRT endete 1968 und neuer Konzessionär wurde die SNELRT (société nouvelle ELRT). 
Im Jahre 1972 wurde der Ast nach Marcq-en-Barœul geschlossen, und übrig blieben nur zwei Linien:
- R, Lille – Roubaix
- T, Lille – Tourcoing

### Die Verbindung nach Belgien
Unter der deutschen Besatzung baute die ELRT im Jahre 1915 eine kurze Linie von Toufflers nach Festingue in Belgien, um eine Verbindung mit der Straßenbahn Tournai aufzustellen. Diese Verbindung hatte den Transport von Kriegsversehrten zum Ziel. Der grenzüberschreitende Abschnitt wurde 1918 geschlossen, aber im Jahre 1926 wieder eröffnet und wurde im Jahre 1933 elektrifiziert. Es gab keine Direktverbindungen über die Grenze, in Toufflers musste umgestiegen worden. Die belgische Linie ist am 26. April 1952 für den Personenverkehr und am 25. März 1954 für den Güterverkehr geschlossen worden.

### Die Chemins de fer économiques du Nord (CEN)
Die Gesellschaft CEN betrieb meterspurige Dampfstraßenbahnen in der Region:
- Armentières – Halluin
- Lille – Saint-Amand-les-Eaux

### Die 1980er Jahre
Die Gesellschaften SNELRT und CGIT (Bus und U-Bahn Lille) fusionierten am Ende des Jahres 1981 zu einer neuen Gesellschaft: Cotrali (Compagnie des Transports de la Communauté Urbaine de Lille), die unter der Marke TCC firmiert.
Verschiedene Änderungen wurden am Netz durchgeführt: Die Endschleife um das Theater in Lille wurde 1983 durch eine unterirdische Strecke ersetzt, die über den Bahnhof Lille Europe zum Bahnhof Lille-Flandres (mit Stumpfendstelle) führt. Diese beiden Haltestellen ermöglichen auch den Umstieg zur U-Bahn. Ebenfalls durch zweigleisige Stumpfendstellen wurden die Endschleifen in Tourcoing (am 12. März 1982) und Roubaix ersetzt.
Auf dem gemeinsamen Abschnitt nach Tourcoing und Roubaix wurden die Haltestellen Saint-Maur und Clemenceau - Hippodrom unter die Erde verlegt, um ein niveaugleiches Überqueren der Straßenkreuzungen zu vermeiden. Um den Fuhrpark zu erneuern und die Triebwagen der Serie 500 zu ersetzen, wurden deutsche Straßenbahnen des Typs DUEWAG gebraucht gekauft. Cotrali hat diese Bahnen aus Mönchengladbach, von der Bochumer BOGESTRA und – ab März 1982 – aus Recklinghausen erworben und modernisiert. Sie trugen einen roten Anstrich. 1994 wurden die Fahrzeuge abgestellt und bis Ende der 1990er Jahre verschrottet. Nur der Triebwagen 380 wurde auf Initiative eines Privatmanns gerettet, er ist nach Präsentation im Emschertalmuseum in Herne-Wanne-Eickel inzwischen aber auch verschrottet worden.

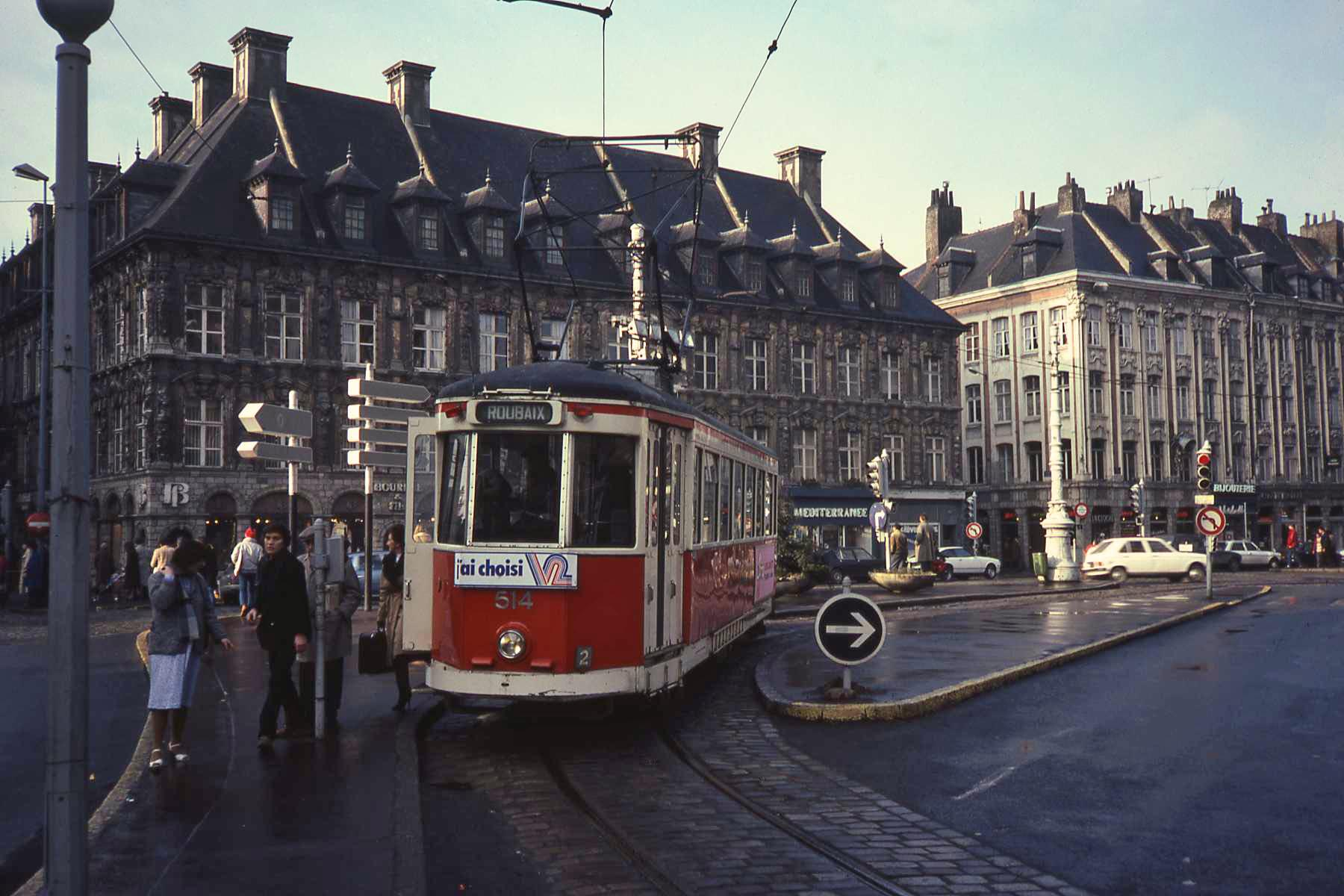
Triebwagen der ELRT, Serie 500, in der Wendeschleife um das Theater in Lille, 1982
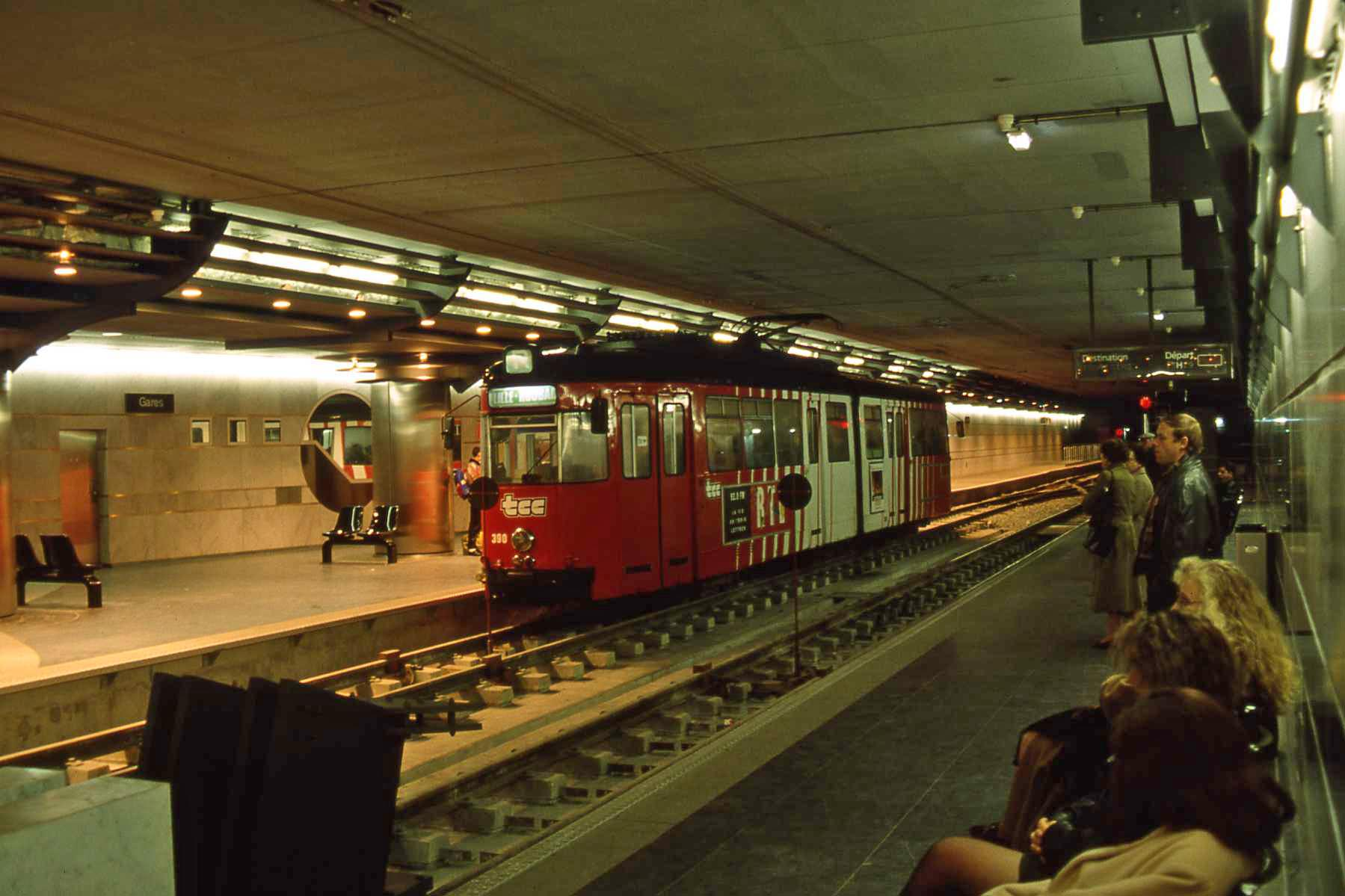
Duewag-Gelenktriebwagen 390 in der unterirdischen Endstelle Lille Flandres
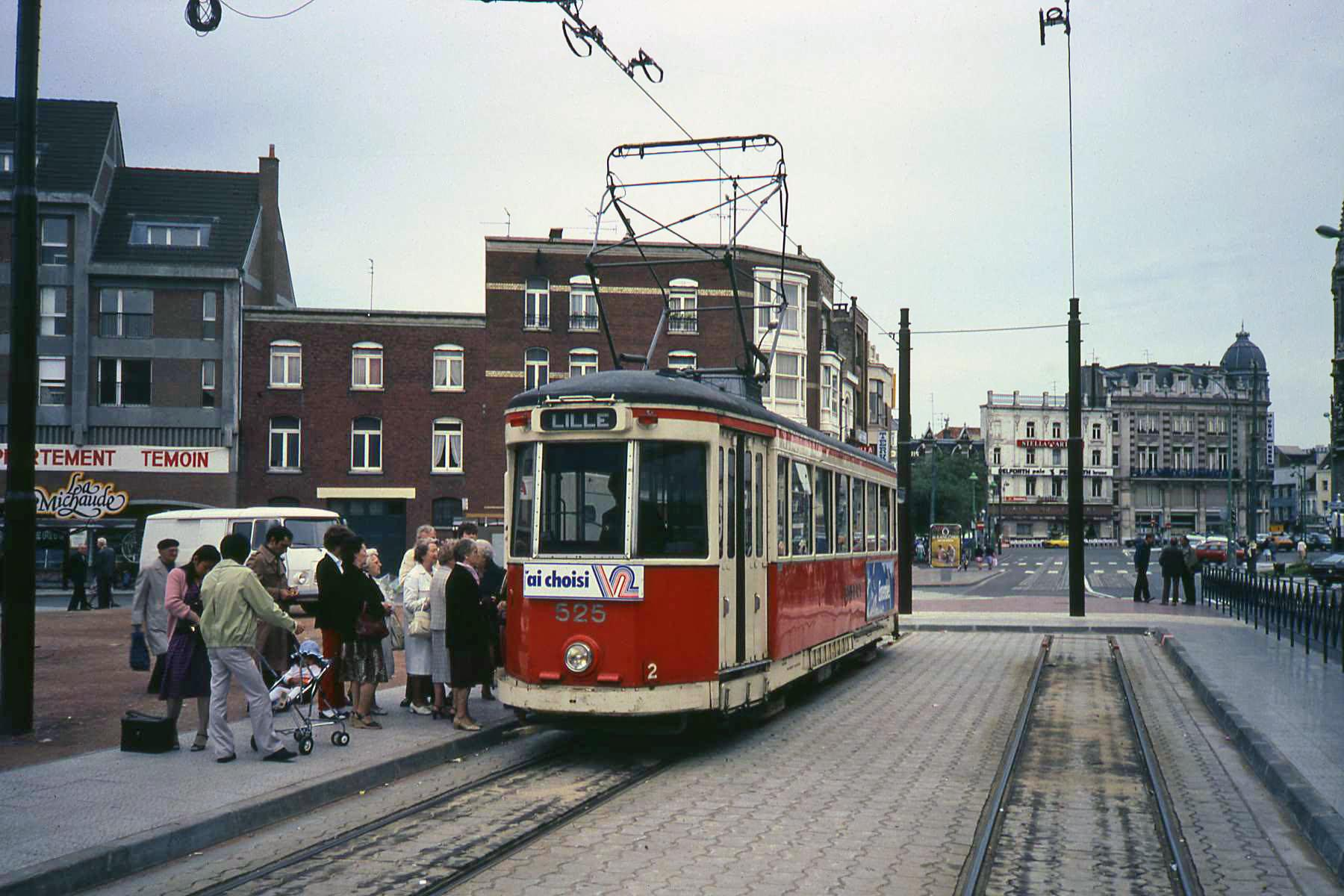
Stumpfendstelle Rue Carnot in Tourcoing mit Triebwagen von Brissonneau et Lotz, 1982

## Die Situation am Ende der 1990er Jahre
Bei der Verlängerung der Linie 2 der U-Bahn von Fort-de-Mons nach Tourcoing-Centre stellte sich die Frage nach der Zukunft der Mongy. Einige kritisierten den Parallelverkehr zur U-Bahn, die alte Straßenbahn habe ein altmodisches Image angesichts der neuen automatischen U-Bahn. Letztendlich wurde beschlossen, die Mongy zu erhalten und sie mit modernen Niederflurfahrzeugen auszustatten.

## Die gegenwärtige Situation

### Das Liniennetz

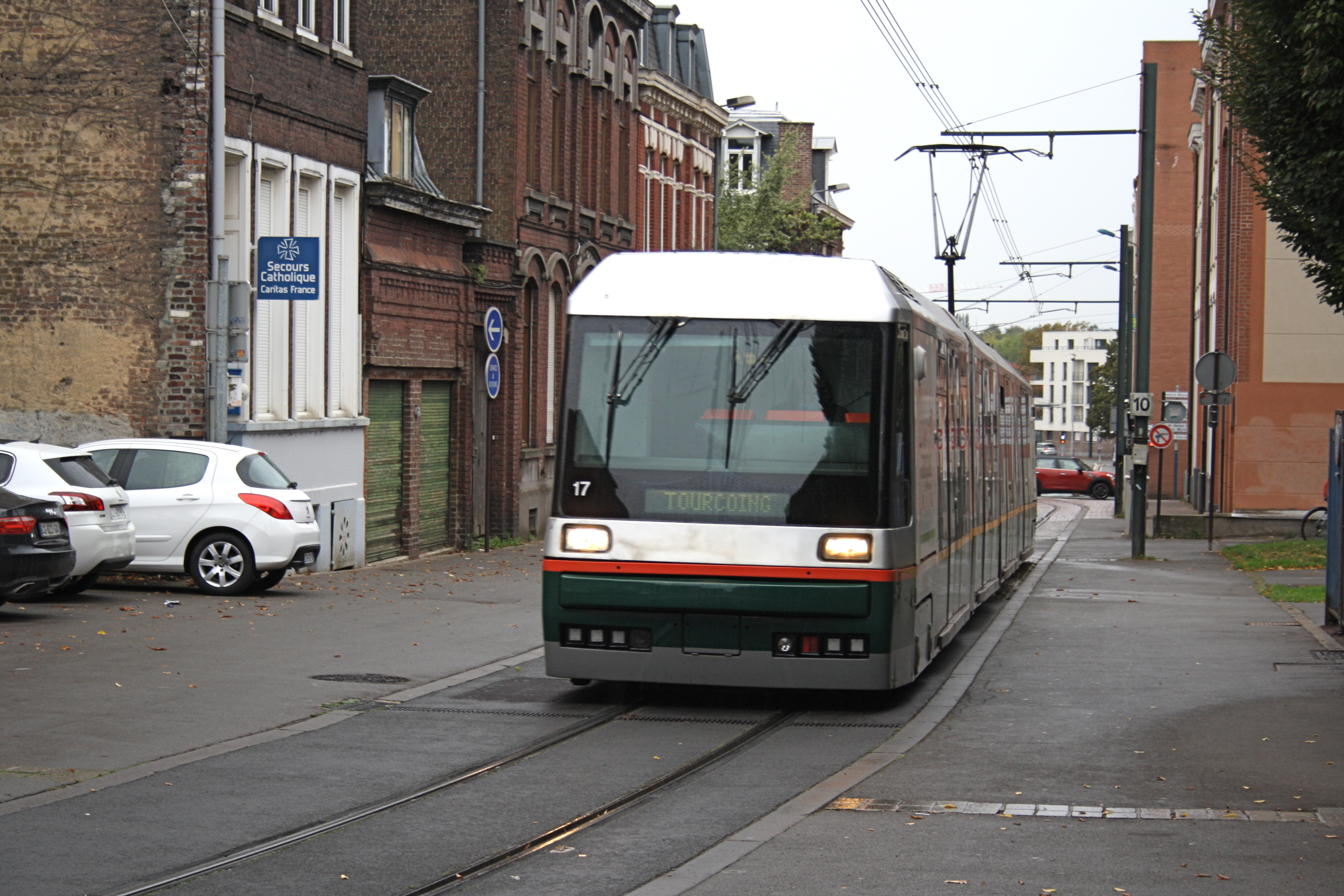
Eingleisiger Abschnitt in Tourcoing

Liniennetzplan der Straßenbahn und U-Bahn

Das Netz umfasst zwei Linien mit einer Gemeinschaftsstrecke auf der Lille zugewandten Seite: sie verbinden Lille zum einen mit Roubaix und zum anderen mit Tourcoing. Es wird durch die Gesellschaft Transpole betrieben. Die Straßenbahn transportiert acht Millionen Fahrgäste pro Jahr, das sind 6 % aller Fahrgäste des öffentlichen Nahverkehrs des Großraums Lille. Das Straßenbahnnetz hat eine Länge von 22 km und umfasst 36 Haltestellen, jene weisen Seiten- wie auch Mittelbahnsteige auf. In der Stadtmitte von Lille beinhaltet die Gemeinschaftsstrecke einen kurzen unterirdischen Teil südlich der Haltestelle Romarin. Die dort befindliche Station Gare Lille Europe ist indes nicht überdacht, nur die Endstation Gare Lille Flandres liegt, wie die Haltestellen Saint-Maur und Clemenceau-Hippodrome (unter Straßenkreuzungen), tatsächlich unter der Erde.
Die Strecken sind durchgehend zweigleisig, lediglich zwischen den Stationen Victoire und Tourcoing-Centre existiert ein eingleisiger Abschnitt. Nach der Station Croisé Laroche teilt sich die vom Bahnhof Lille Flandres kommende Stammstrecke in die Äste nach Roubaix und Tourcoing. An dieser Verzweigung befindet sich eine Wendeschleife. Der Betriebshof liegt im Vorort Marcq-en-Barœul. Das Gleis dorthin zweigt nordöstlich der Haltestelle Buisson von der Stammstrecke ab, die beidseitigen Zufahrten kreuzen, durch eine Schranke gesichert, die östliche Fahrbahn der Avenue de la République.
Auffällig ist, dass das Metro- und Straßenbahnnetz von Lille die zahlreichen Industrie-Vorstädte im Süden bisher noch völlig ignoriert.

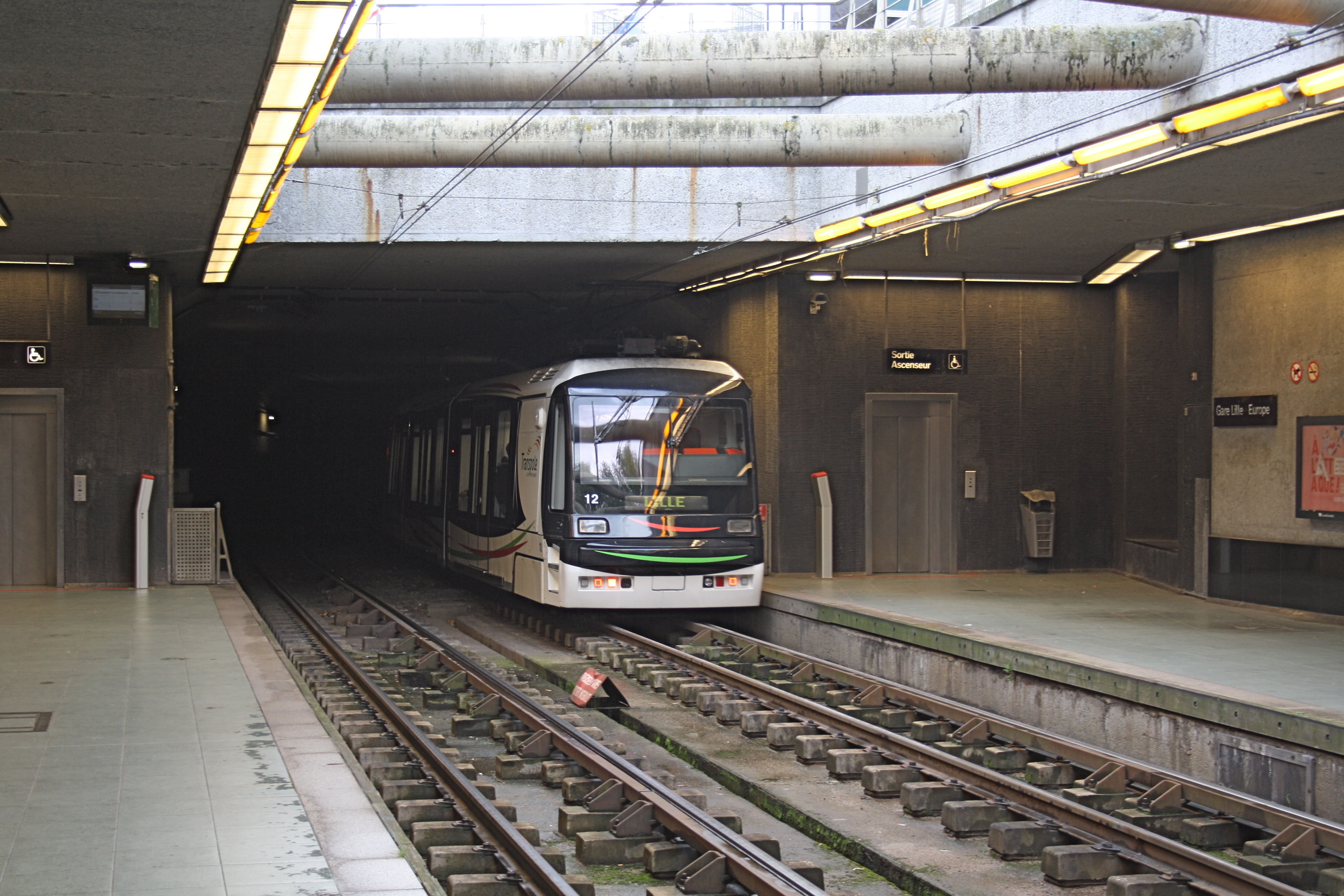
Station Gare Lille Europe, nach Gare Lille Flandres ausfahrender Zug
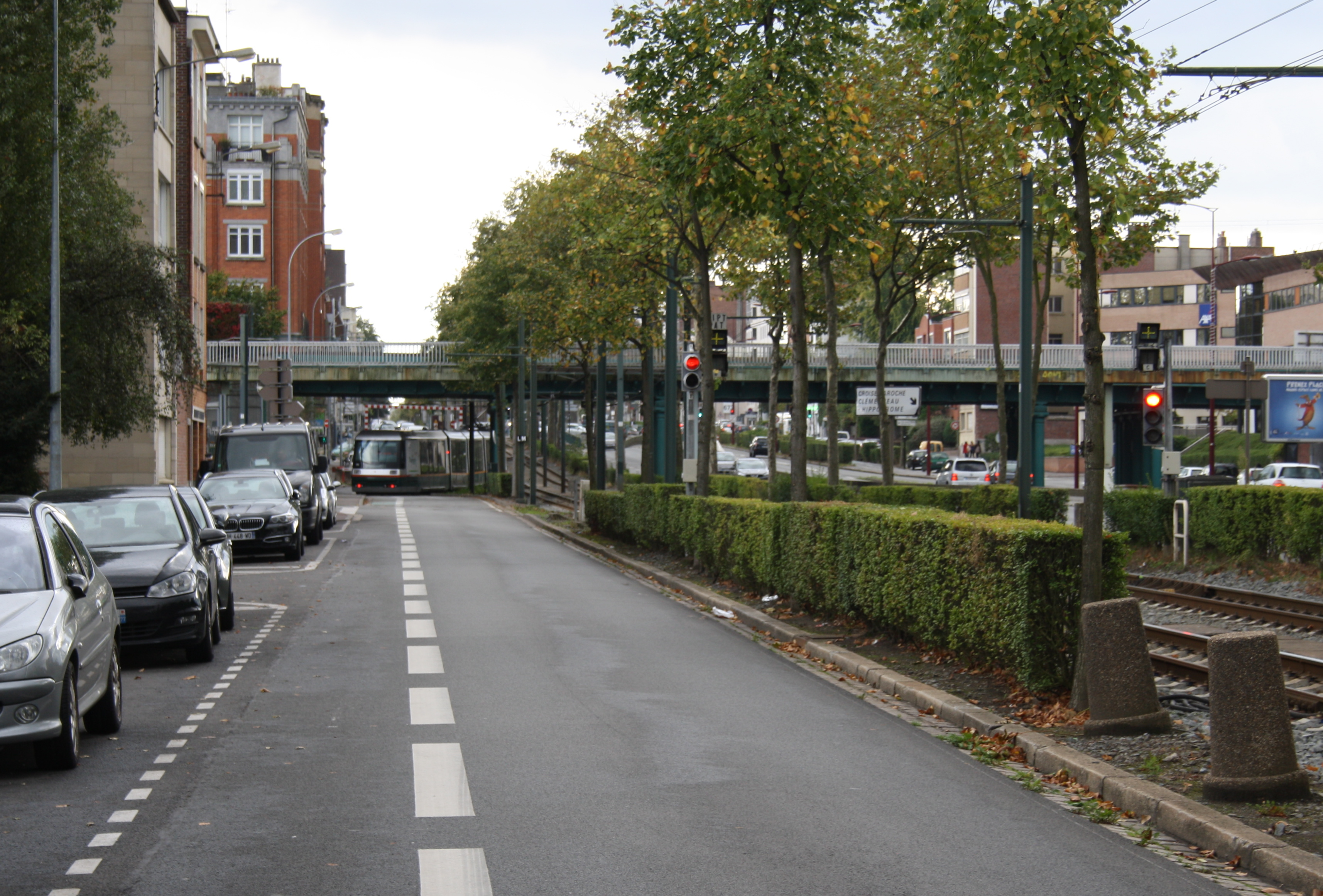
Vom Betriebshof kommender Triebwagen fährt auf die Stammstrecke in Marcq-en-Barœul
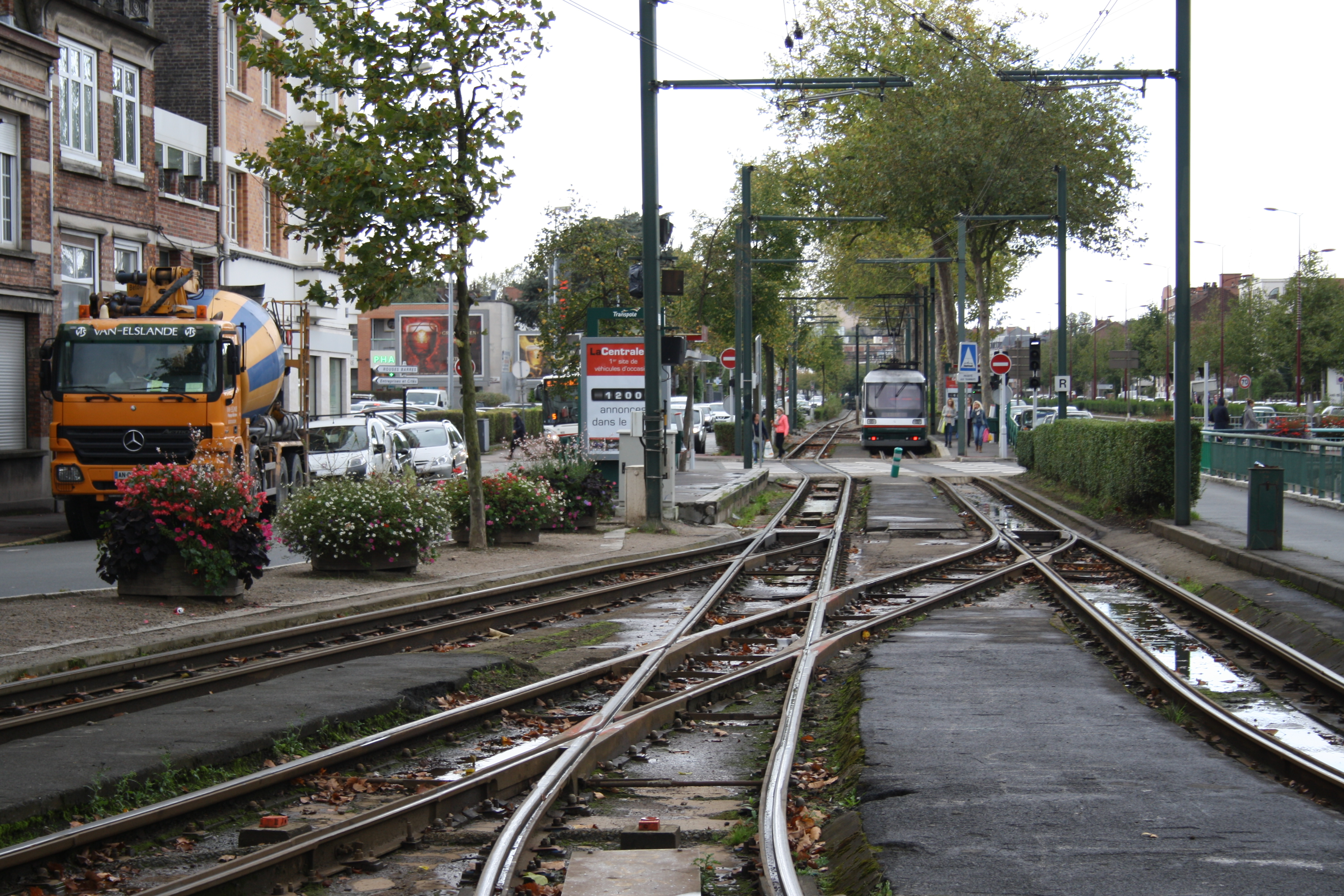
Streckentrennung an der Station Croisé Laroche
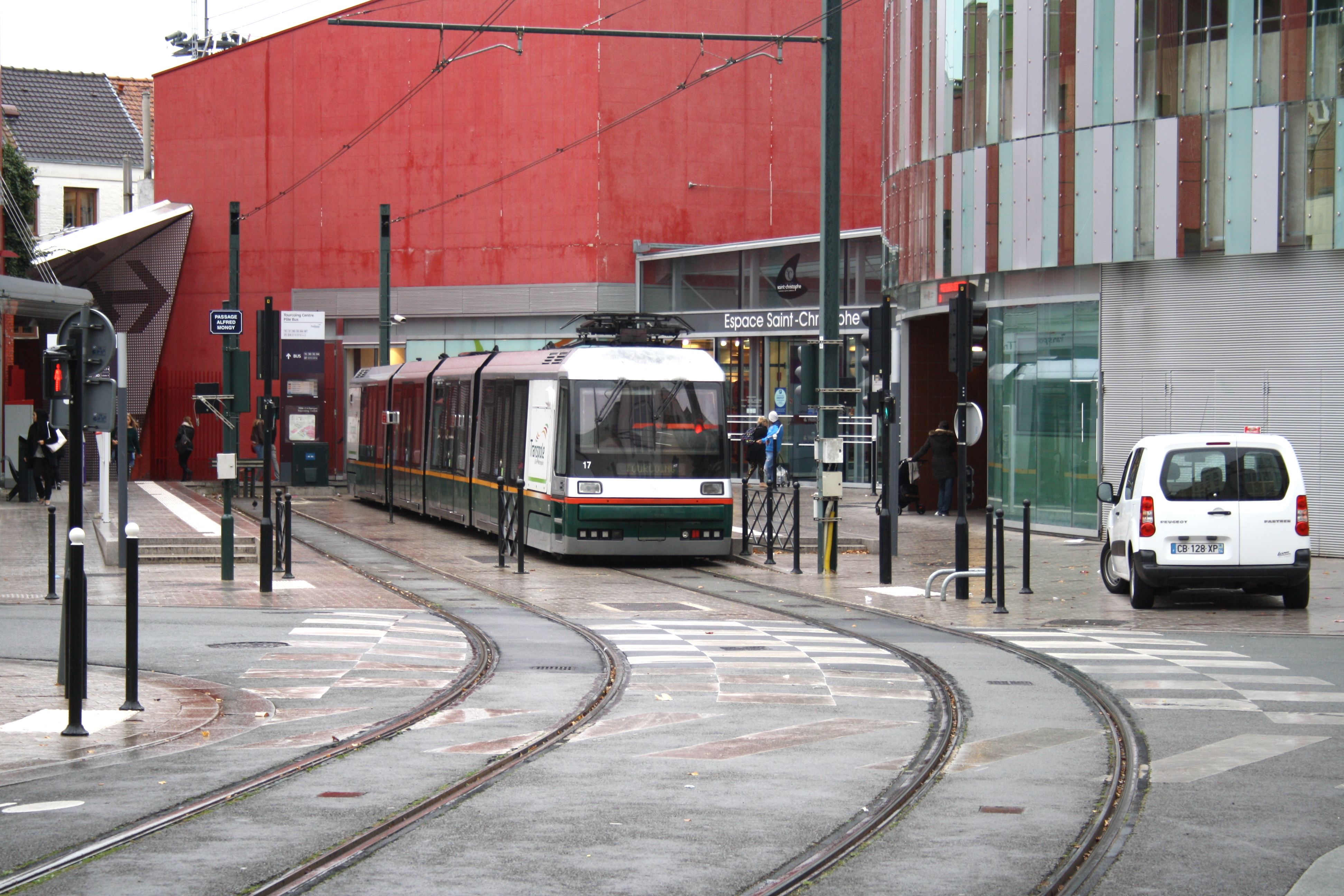
Endhaltestelle Tourcoing-Centre
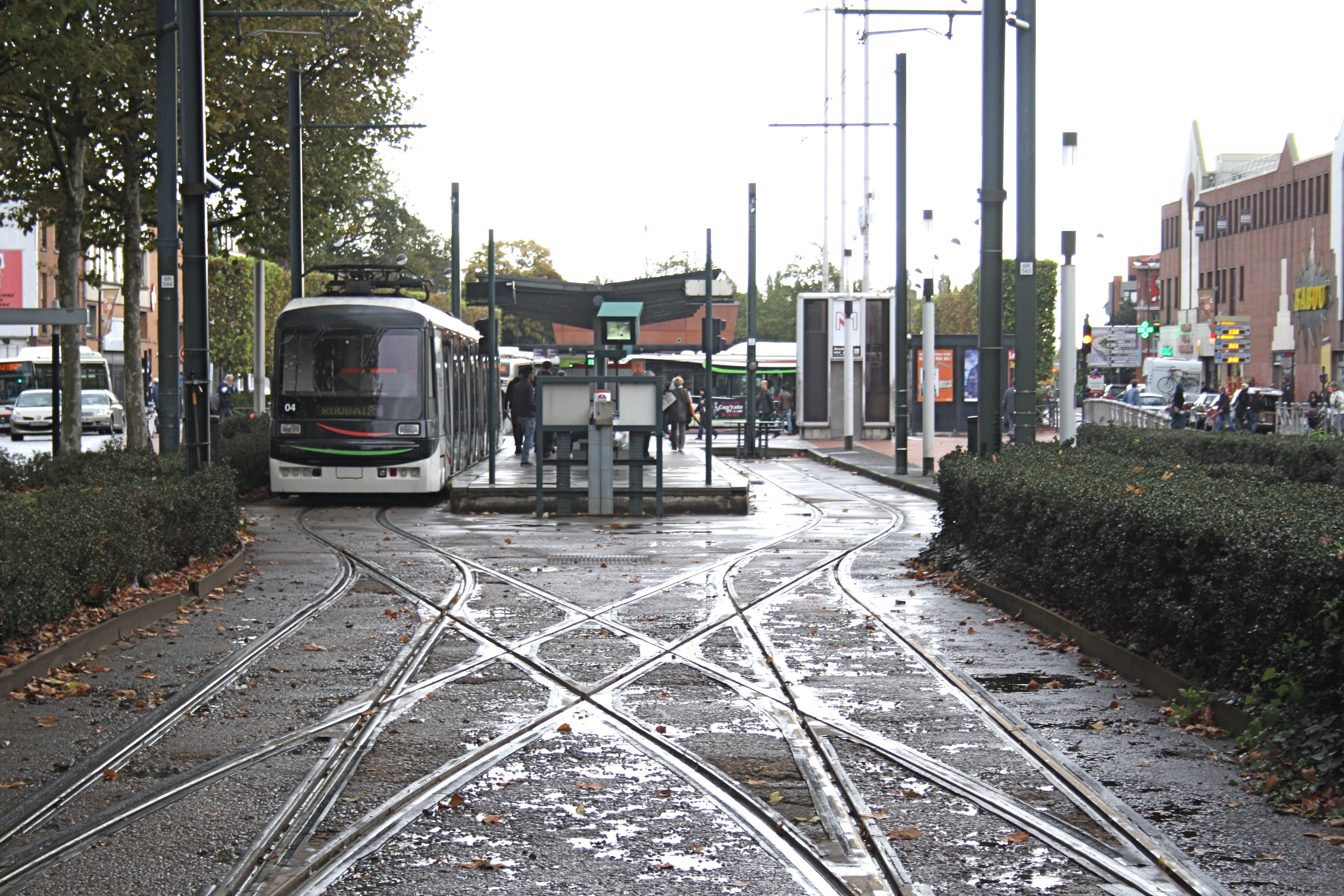
Endhaltestelle Roubaix Eurotéleport

### Die Fahrzeuge

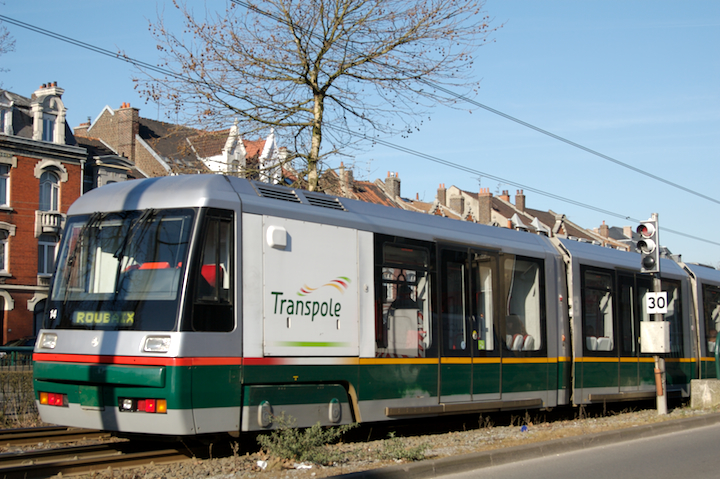
Straßenbahnwagen von Breda in ursprünglicher Farbgebung

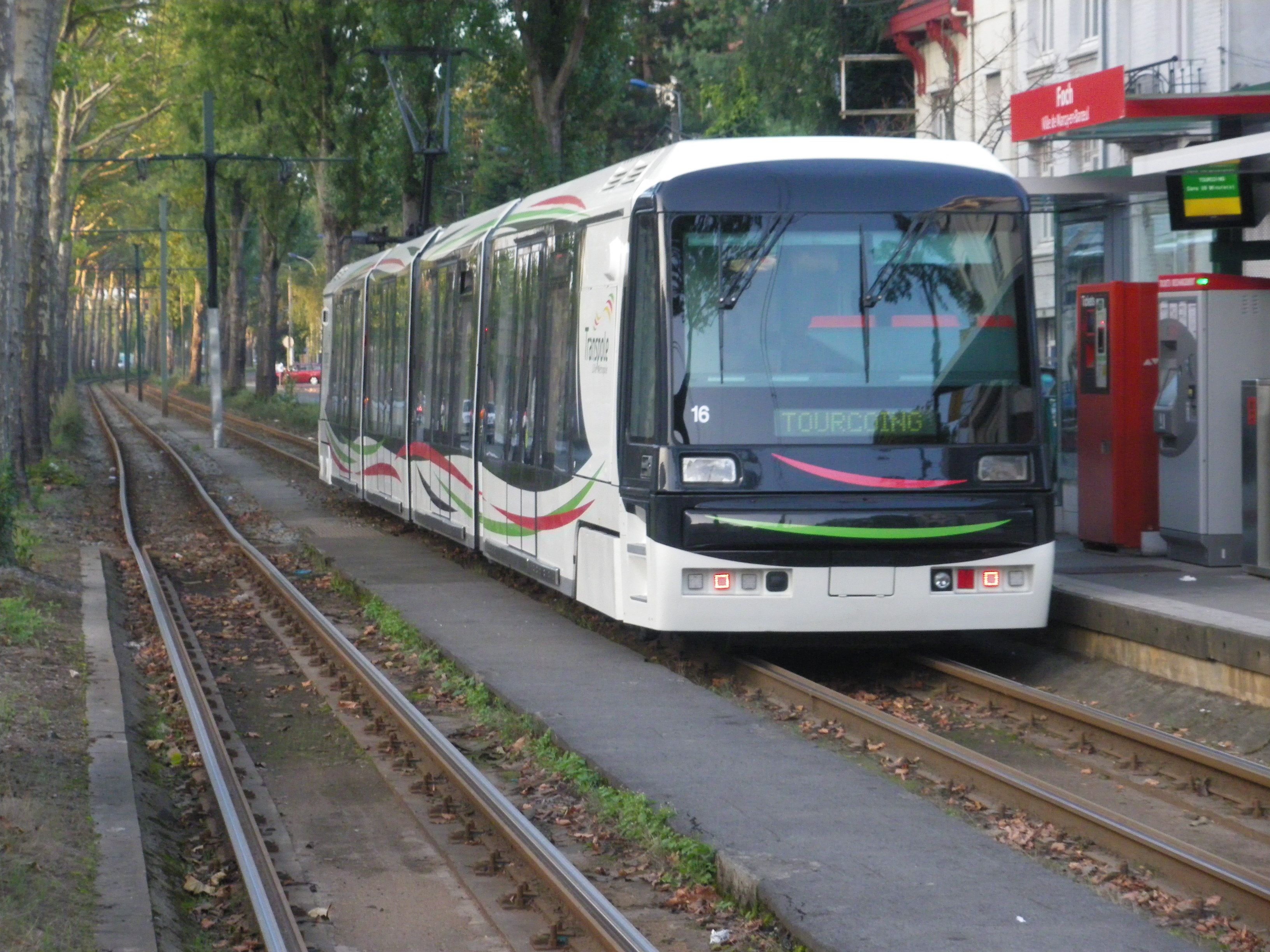
Bei Bombardier erneuerter Breda-Triebwagen

Der Fahrzeugpark setzt sich aus 24 Niederflur-Triebwagen in Zweirichtungsbauart zusammen, nur die Bereiche über den Drehgestellen an den Fahrzeugenden mit den Führerständen sind hochflurig. Sie wurden im Jahr 1994 im Rahmen der Erneuerung der Straßenbahn Lille vom italienischen Hersteller Breda Costruzioni Ferroviarie geliefert. Seit 2013 werden die Fahrzeuge bei Bombardier erneuert und erhalten dabei eine veränderte Lackierung.
- Länge: 29,6 m
- Breite: 2,4 m
- Höhe: 3,425 m
- Leermasse: 40 t
- Kapazität: 200 Personen (50 Sitzplätze und 150 Stehplätze)
- Höchstgeschwindigkeit: 80 km/h
- Stromabnehmer: Einholm-Stromabnehmer Faiveley
- Spurweite: Meterspur

## Planungen
Seit mehreren Jahren wird diskutiert, ein Netz von Tram-Trains nach dem Karlsruher Modell aufzubauen. Das hätte den Vorteil, eine Verkehrsverbindung ohne Umstieg von den Vororten in das Herz der Stadt anzubieten. Außerdem würde damit der Bahnhof Lille Flandres entlastet, der sich heute der Kapazitätsgrenze nähert. Der am 6. Dezember 2002 gebilligte Rahmenplan von Lille Metropole zog 6 Achsen für den Planungshorizont 2008 in Betracht, jedoch ist
bis zum heutigen Tag nur eine Vorstudie durchgeführt worden.
Am 17. April 2009 wurde im Rat des Gemeindeverbundes LMCU der Mobilitäts-Rahmenplan beschlossen, der das Projekt Tram-Train bestätigt, dieses Mal nur auf zwei Linien (Comines – Seclin und Don Sainghin – Baisieux) mit einer gestaffelten Inbetriebnahme zwischen 2016 und 2018.
Das bedeutet, dass die Mongy nicht von diesem neuen Projekt betroffen sein wird, einerseits, weil sie nicht in den betreffenden Achsen enthalten ist, und andererseits, weil ihre Spurweite unvereinbar mit jener eines Tram-Trains ist (Normalspur, um auf dem RFF-Netz verkehren zu können). Projekte einer Durchbindung der Mongy über Lille Flandres hinaus werden manchmal erwähnt, jedoch nur als sehr langfristige Perspektive.
Am 27. Juni 2019 verabschiedete das Stadtparlament einstimmig den Verkehrsplan 2020 bis 2035. Er sieht den Bau von Straßenbahnstrecken mit einer Länge von 50 km vor. Darin enthalten sind Verlängerungen der beiden bestehenden Linien: von Tourcoing Centre zum Bahnhof Tourcoing und von Roubaix über Wattrelos nach Herseaux.
Im Oktober 2023 wurden bei Alstom 24 neue Straßenbahnen vom Typ Citadis 305 mit einer Option auf sechs weitere Fahrzeuge bestellt, welche ab 2026 eingesetzt werden und dabei die aktuell eingesetzten Breda-Triebwagen ersetzen und die Kapazitäten erhöhen sollen.